# Camponotus isabellae
Camponotus isabellae é uma espécie de inseto do gênero Camponotus, pertencente à família Formicidae.